# Beachvolley vid afrikanska spelen
Beachvolley vid afrikanska spelen spelades för första gången i Maputo, Mozambique vid allafrikanska spelen 2011 och har funnits med på programmet sedan dess.

## Damer

### Resultat per upplaga
| 2011 mer information | Maputo      | Elodie Li Yuk Lo and Natacha Rigobert | 2–0 | Palesa Sekhenyana och Randy Williams        | Margaret Indilara och Dorcas Ndasaba          | 2–0 | Agera Preiolla och Garba Mariam               | 11 |
| 2015 mer information | Brazzaville | Priscilla Agera och Isabella Laju     | 2–1 | Palesa Masinga och Randy Williams           | Denyse Mutatsimpundu och Charlotte Nzayisenga | 2–0 | ... och ...                                   | 8  |
| 2019 mer information | Rabat       | Farida Elaskalany och Doaa Elghobashy | 2–0 | Gaudencia Nakhumicha Makokha och Naomie Too | Jéssica Moiane och Mércia Mucheza             | 2–0 | Liza Bonne och Orian Maita Cousin             |    |
| 2023 mer information | Accra       | Doaa Elghobashy och Marwa Abdelhady   | 2–1 | Ana Sinaportar och Vanessa Muianga          | Esther Mbah och Pamela Bawa                   | 2–0 | Benitha Mukandayisenga och Valentine Munezero | 20 |

### Medaljfördelning
- Senast uppdaterad efter afrikanska spelen 2023

| Nr                  | Nation              | Guld | Silver | Brons | Totalt |
| ------------------- | ------------------- | ---- | ------ | ----- | ------ |
| 1                   | Egypten (EGY)       | 2    | 0      | 0     | 2      |
| 2                   | Nigeria (NGR)       | 1    | 0      | 1     | 2      |
| 3                   | Mauritius (MRI)     | 1    | 0      | 0     | 1      |
| 4                   | Sydafrika (RSA)     | 0    | 2      | 0     | 2      |
| 5                   | Kenya (KEN)         | 0    | 1      | 1     | 2      |
| 5                   | Moçambique (MOZ)    | 0    | 1      | 1     | 2      |
| 7                   | Rwanda (RWA)        | 0    | 0      | 1     | 1      |
| Totalt (7 nationer) | Totalt (7 nationer) | 4    | 4      | 4     | 12     |

## Herrar

### Resultat per upplaga
| 2011 mer information | Maputo      | Freedom Chiya and Grant Goldschmidt      | 2–0 | Marcio Sequeira och Eden Sequeira          | Ajamako Seidu och Evans Tagoe                 | 2–0 | Kayode Ajilore och Goodluck Anyasodnke   | 12 |
| 2015 mer information | Brazzaville | Edson Figueiredo och Eden Sequeira       | 2–0 | Délcio Soares och Carlos Acácio            | Clinton Stemmet och Leo Frank Williams        | 2–0 | ... och ...                              | 8  |
| 2019 mer information | Rabat       | Sainey Jawo och Babou Jarra Mbye         | 2–1 | Mohammed Abicha och Zouheir El Graoui      | Kavalo Patrick Akumuntu och Olivier Ntagengwa | 2–1 | Grant Goldschmidt och Leo Frank Williams |    |
| 2023 mer information | Accra       | Mohammed Abicha och Soufiane El Gharouti | 2–0 | Danilo von Ludwiger och Leo Frank Williams | George Chiswaniso och Jack Sekao Boifang      | 2–0 | Ahmed Junior Aruna och Musa Kamara       | 19 |

### Medaljfördelning
- Senast uppdaterad efter afrikanska spelen 2023

| Nr                  | Nation              | Guld | Silver | Brons | Totalt |
| ------------------- | ------------------- | ---- | ------ | ----- | ------ |
| 1                   | Sydafrika (RSA)     | 1    | 1      | 1     | 3      |
| 2                   | Angola (ANG)        | 1    | 1      | 0     | 2      |
| 2                   | Marocko (MAR)       | 1    | 1      | 0     | 2      |
| 4                   | Gambia (GAM)        | 1    | 0      | 0     | 1      |
| 5                   | Moçambique (MOZ)    | 0    | 1      | 0     | 1      |
| 6                   | Botswana (BOT)      | 0    | 0      | 1     | 1      |
| 6                   | Ghana (GHA)         | 0    | 0      | 1     | 1      |
| 6                   | Rwanda (RWA)        | 0    | 0      | 1     | 1      |
| Totalt (8 nationer) | Totalt (8 nationer) | 4    | 4      | 4     | 12     |

## Medaljfördelning, totalt
- Senast uppdaterad efter afrikanska spelen 2023

| Nr                   | Nation               | Guld | Silver | Brons | Totalt |
| -------------------- | -------------------- | ---- | ------ | ----- | ------ |
| 1                    | Egypten (EGY)        | 2    | 0      | 0     | 2      |
| 2                    | Sydafrika (RSA)      | 1    | 3      | 1     | 5      |
| 3                    | Angola (ANG)         | 1    | 1      | 0     | 2      |
| 3                    | Marocko (MAR)        | 1    | 1      | 0     | 2      |
| 5                    | Nigeria (NGR)        | 1    | 0      | 1     | 2      |
| 6                    | Gambia (GAM)         | 1    | 0      | 0     | 1      |
| 6                    | Mauritius (MRI)      | 1    | 0      | 0     | 1      |
| 8                    | Moçambique (MOZ)     | 0    | 2      | 1     | 3      |
| 9                    | Kenya (KEN)          | 0    | 1      | 1     | 2      |
| 10                   | Rwanda (RWA)         | 0    | 0      | 2     | 2      |
| 11                   | Botswana (BOT)       | 0    | 0      | 1     | 1      |
| 11                   | Ghana (GHA)          | 0    | 0      | 1     | 1      |
| Totalt (12 nationer) | Totalt (12 nationer) | 8    | 8      | 8     | 24     |